# Notomulciber quadrimaculatus
Notomulciber quadrimaculatus là một loài bọ cánh cứng trong họ Cerambycidae.